# Фієрі (область)
Фієрі (алб. Qarku i Fierit) — область на південному заході Албанії. Адміністративний центр — місто Фієрі.
Населення — 310 331 осіб (2011), площа — 1890 км².

## Адміністративний поділ
До складу області входять округи:
| Округ      | Адміністративний центр | Населення, чол. (2010) | Площа, км² | Муніципалітети |
| ---------- | ---------------------- | ---------------------- | ---------- | --- |
| Фієрі      | Фієрі                  | 199 442                | 785        | Cakran, Dërmenas, Fier, Frakull, Kuman, Kurjan, Levan, Libofshë, Mbrostar, Patos, Portëz, Qendër, Roskovec, Ruzhdie, Strum, Topojë, Zharrëz         |
| Люшня      | Люшня                  | 143 276                | 712        | Allkaj, Ballagat, Bubullimë, Divjakë, Dushk, Fier-Shegan, Golem, Grabian, Gradishtë, Hysgjokaj, Karbunarë, Kolonjë, Krutje, Lushnjë, Rremas, Tërbuf |
| Малакастра | Баллш                  | 31 356                 | 393        | Aranitas, Ballsh, Fratar, Greshicë, Hekal, Kutë, Ngraçan, Qendër, Selitë                                                                            |

Межує з областями:
- Тирана на півночі
- Ельбасан на північному сході
- Берат на сході
- Ґ'їрокастер на південному сході
- Вльора на півдні